# Nathan Peterman
Nathan Michael Peterman (Jacksonville, 4 maggio 1994) è un giocatore di football americano statunitense che milita nel ruolo di quarterback per gli Atlanta Falcons della National Football League (NFL). Al college ha giocato per Tennessee e Pittsburgh.

## Carriera

### Buffalo Bills
Peterman al college giocò a football con i Tennessee Volunteers (2013-2014) e con i Pittsburgh Panthers (2015-2016). Fu scelto dai Buffalo Bills nel corso del quinto giro (171º assoluto) del Draft NFL 2017. Debuttò come professionista subentrando nella gara del decimo turno a Tyrod Taylor contro i New Orleans Saints, completando 7 passaggi su 10 per 79 yard e un touchdown. Dopo questa prestazione fu promosso come titolare per la gara della settimana 11 contro i Los Angeles Chargers. La sua gara durò solamente un tempo, subendo 5 intercetti prima di essere rilevato da Taylor nel secondo. A causa di un infortunio di Taylor partì nuovamente titolare due settimane dopo durante una bufera di neve nello stadio casalingo contro gli Indianapolis Colts. Nei primi tre quarti i Bills erano in vantaggio per 7-0 grazie a un passaggio da touchdown da Peterman a Kelvin Benjamin, finché il quarterback subì una commozione cerebrale, venendo costretto a lasciare la sfida. Buffalo vinse successivamente ai tempi supplementari con il punteggio di 13-7. Peterman scese in campo anche nel drive finale della gara di playoff contro i Jacksonville Jaguars, subendo un intercetto mentre cercava di portare i Bills a rimontare uno svantaggio di 10-3.
Prima della stagione 2018, Peterman lottò per il posto da titolare con il neoacquisto A.J. McCarron e il rookie scelto nel primo giro Josh Allen. A settembre McCarron fu ceduto e Peterman fu nominato titolare per la gara del primo turno in cui trovò poca fortuna e fu sostituito da Allen dopo due intercetti e un divario di 40-0 contro i Baltimore Ravens. Dalla gara successiva fu Allen ad essere nominato titolare. Tornò in campo per sostituire l'infortunato Allen nel finale del sesto turno ma due intercetti consecutivi subiti (di cui uno ritornato in touchdown) condannarono i Bills alla sconfitta contro gli Houston Texans. Il 12 novembre 2018 fu svincolato, chiudendo la carriera con i Bills con 3 touchdown passati e 12 intercetti subiti per un passer rating di 32,5.

### Oakland/Las Vegas Raiders (1º periodo)
Il 19 dicembre 2018 Peterman firmò per la squadra di allenamento degli Oakland Raiders.
Dal 2019 al 2021 Peterman militò nei Raiders, disputando complessivamente due partite da subentrato.

### Chicago Bears
L'11 maggio 2022 Peterman firmò con i Chicago Bears. Prima della gara dell'ultimo turno contro i Minnesota Vikings fu nominato titolare a causa dell'infortunio di Justin Fields. In quella partita completò 11 passaggi su 19 per 114 yard e un touchdown nella sconfitta per 29-13.

### New Orleans Saints
Il 18 marzo 2024 Peterman firmò con i New Orleans Saints. Il 2 agosto 2024 fu svincolato.

### Las Vegas Raiders (2º periodo)
Il 13 agosto 2024 Peterman firmò con i Las Vegas Raiders. Non rientrò nel roster attivo iniziale dei Raiders per la nuova stagione e il 27 agosto 2024 fu svincolato.

### Atlanta Falcons
Il 3 settembre 2024 Peterman firmò per la squadra di allenamento degli Atlanta Falcons.